# Заслучненська сільська територіальна громада
Заслучненська сільська територіальна громада — територіальна громада в Україні, у Хмельницькому районі Хмельницької області. Адміністративний центр — село Заслучне.
Площа громади — 202,33 км², населення — 4474 особи (2019).
Утворена 16 квітня 2019 року шляхом об'єднання Глібківської, Заслучненської та Малоклітнянської сільських рад Красилівського району.
12 червня 2020 року до громади приєднані Великозозулинецька і Котюржинецька сільські ради.

## Населені пункти
До складу громади входять 21 село:
- Велика Клітна
- Великі Зозулинці
- Волиця Друга
- Вербівка
- Глібки
- Говори
- Дворик
- Заслучне
- Калинівка
- Котюржинці
- Кошелівка
- Мала Клітна
- Малі Зозулинці
- Марківці
- Новосілка
- Писарівка
- Підлісся
- Світле
- Слобідка-Чернелівська
- Трудове
- Юхт